# Óbidos
Pour les articles homonymes, voir Óbidos (homonymie).

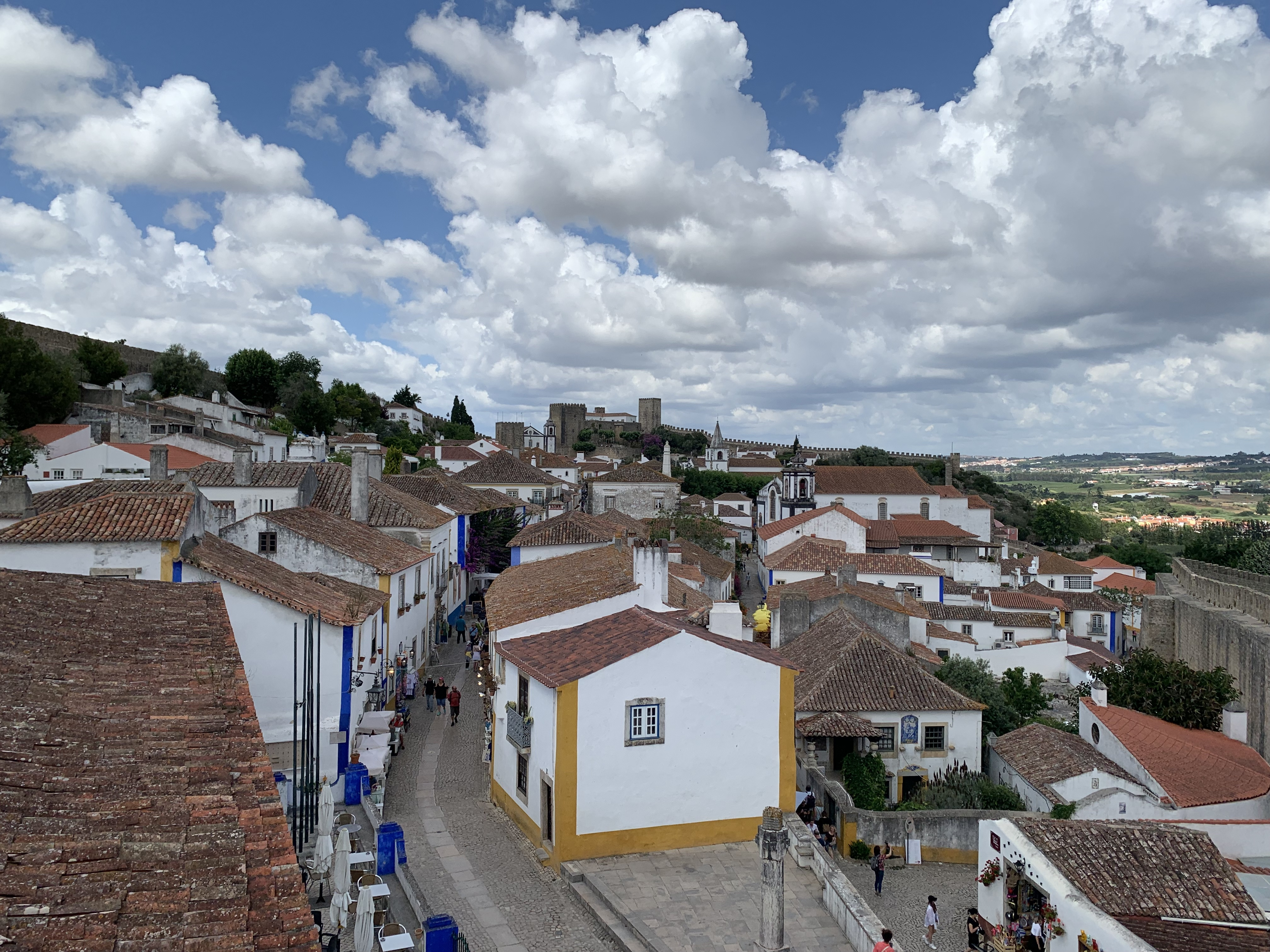
Les maisons colorées

Óbidos est une ville portugaise du district de Leiria située à 80 km au nord de Lisbonne, dans le sous-région Ouest, dans l'ancienne  province d'Estremadura, l'un des hauts lieux du tourisme en raison de l'excellent état de conservation de ses remparts. La ville n'a en effet pas (ou peu) évolué depuis le début l'époque moderne. Le comblement de l'ancien golfe marin, au sud de la plage de Foz do Arelho, dont ne subsiste qu'une lagune (Lagoa de Óbidos) l'a isolée du rivage.

## Dénomination
Óbidos vient du latin Oppidum qui signifie « ville fortifiée ». Non loin de là, les ruines romaines de Eburobrittium (es) sont encore visibles.

## Histoire
La crête rocheuse a servi d'oppidum aux Celtibères avant l'arrivée des Romains qui sont à l'origine de la ville au Ve siècle apr. J.-C.. Celle-ci fut occupée par les Maures du VIIIe au XIIe siècle, jusqu'à leur expulsion en 1148 par Alfonso Enriques. Le château a été bâti dès le XIIIe siècle par Denis Ier.
Une première muraille avait été construite par les Maures ; les Portugais l'ont améliorée en 1527 puis restaurée à la suite du séisme de 1755 qui toucha l'Ouest du Portugal et détruisit Lisbonne.
Dès l'époque médiévale, la ville occupait la même superficie qu'aujourd'hui.

## Démographie
La population de la ville intramuros, ce qui correspond à la freguesia de Óbidos, est de 3 400 habitants

## Édifices
Outre la forteresse et la muraille longue de 1500 m, dont la hauteur atteint 13 m à certains endroits, sont à voir :
- La Porta da Vila[6] (Porta da Senhora da Piedade), entrée principale de la cité ;

- L'aqueduc Usseira-Óbidos[7] terminé en 1575, était long de 6 km dont les 3 premiers en souterrain[8]; seuls les 850 derniers mètres du pont-aqueduc subsistent ;
- Les églises Santa Maria (pt) et São Pedro[9] ;
- Le sanctuaire do Senhor Jesus da Pedra (pt) ;
- La chapelle do São Martinho[10] ;
- le pilori (pt) de la place Santa Maria...

## Rues de la ville

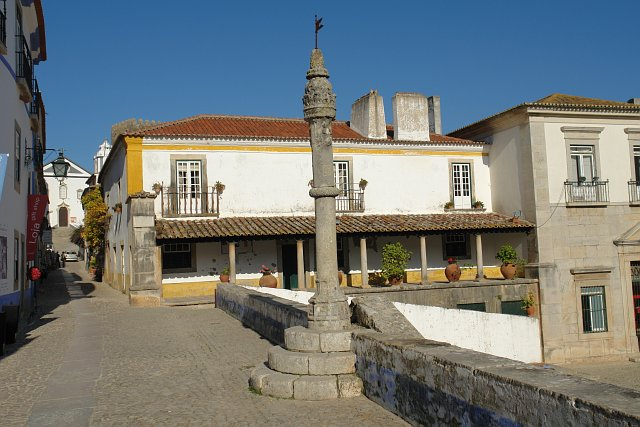
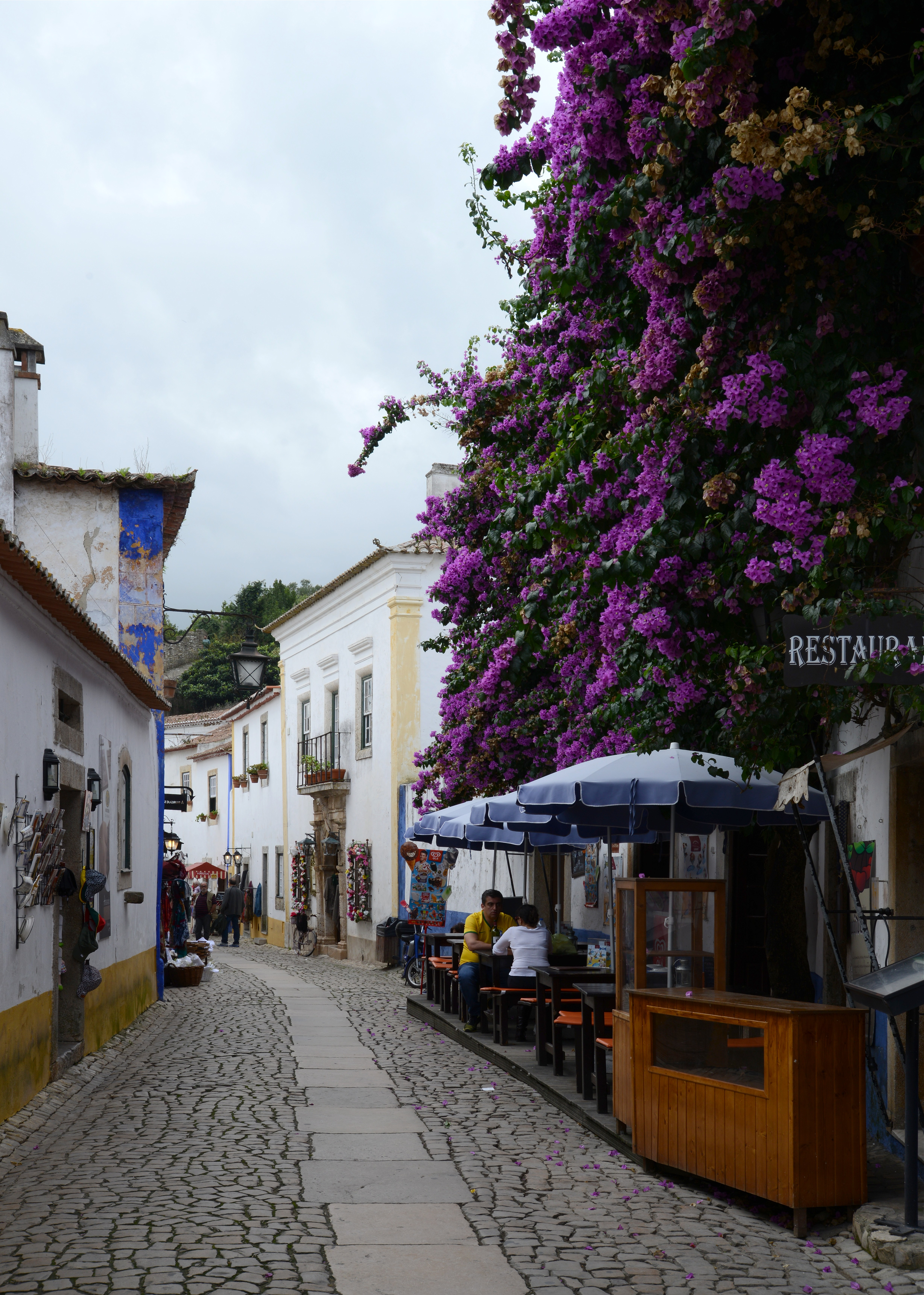
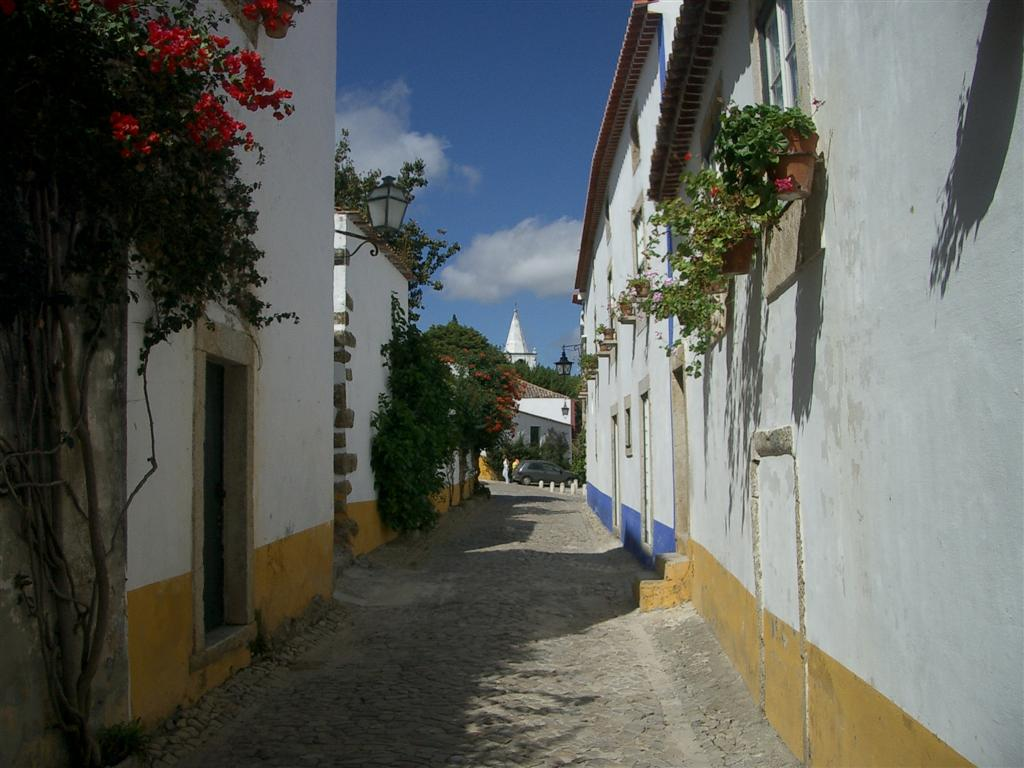
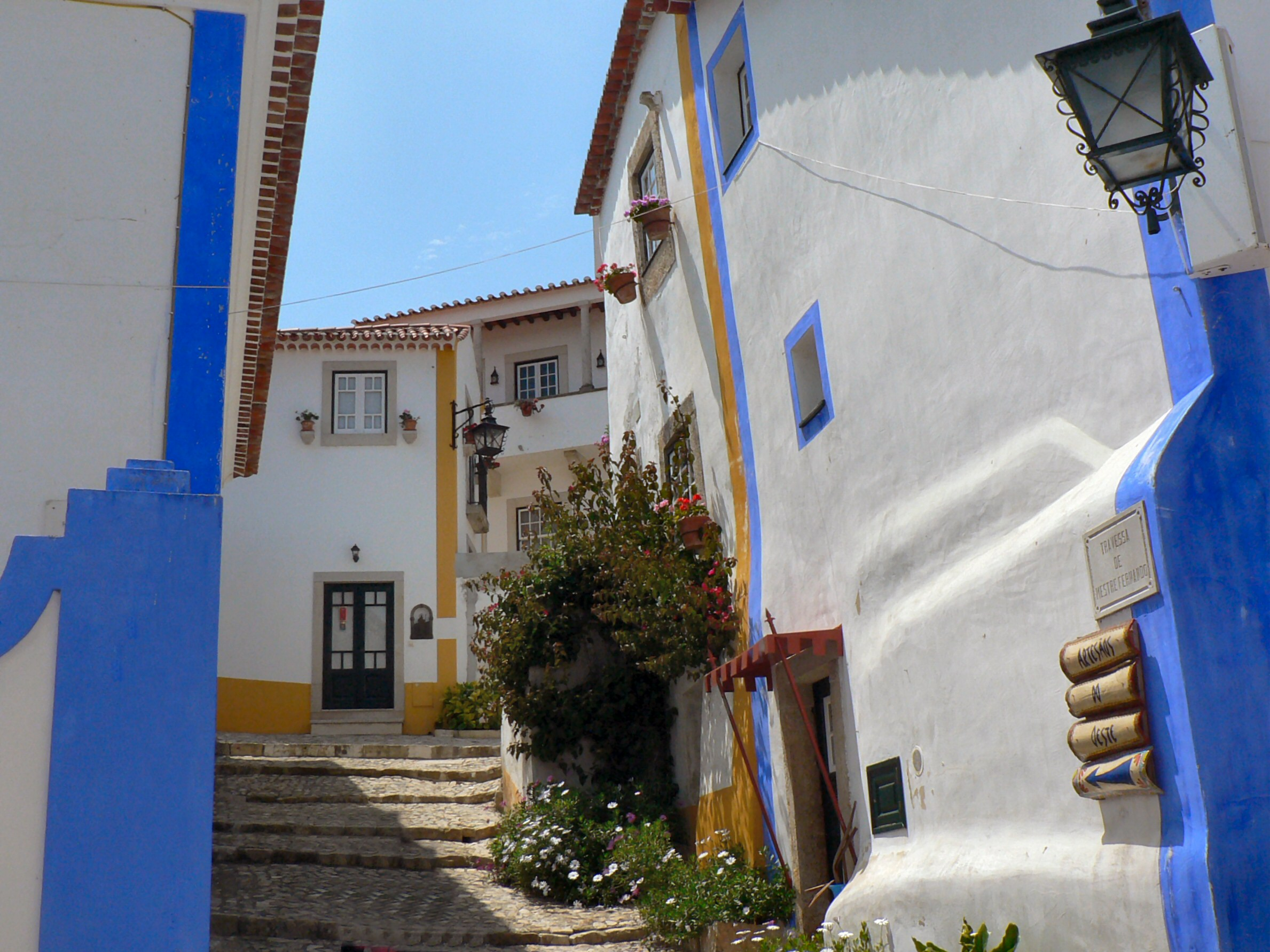
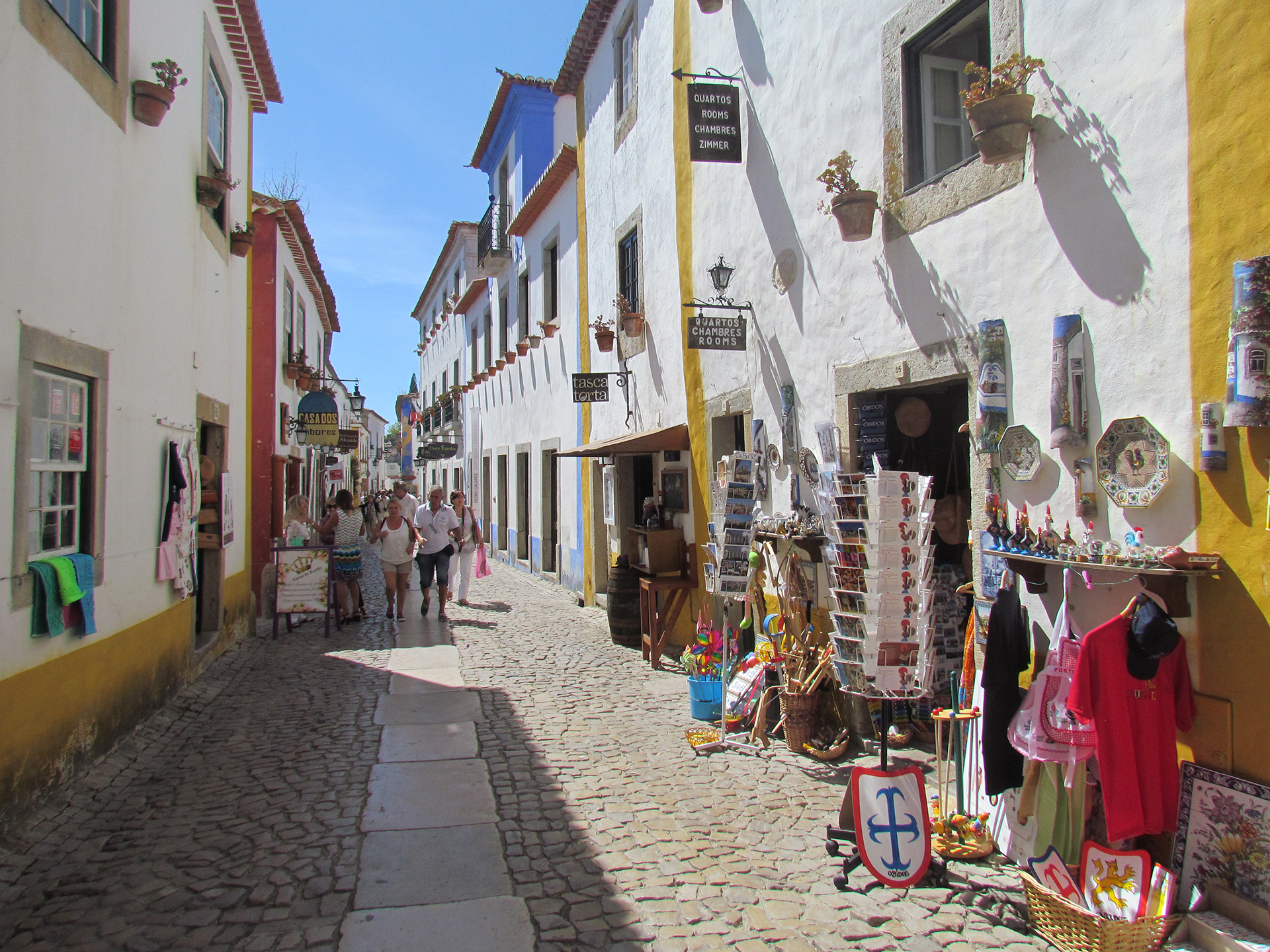
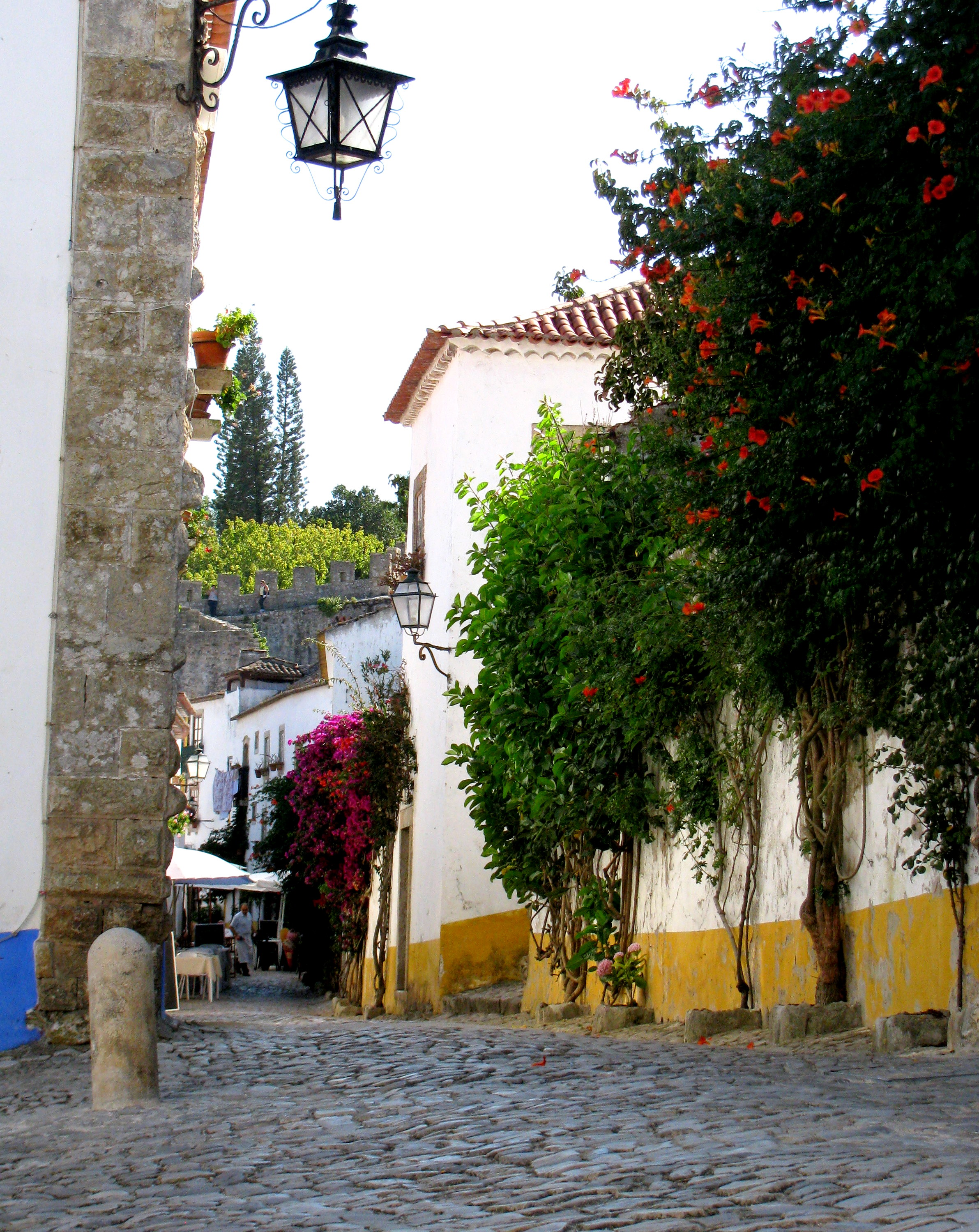

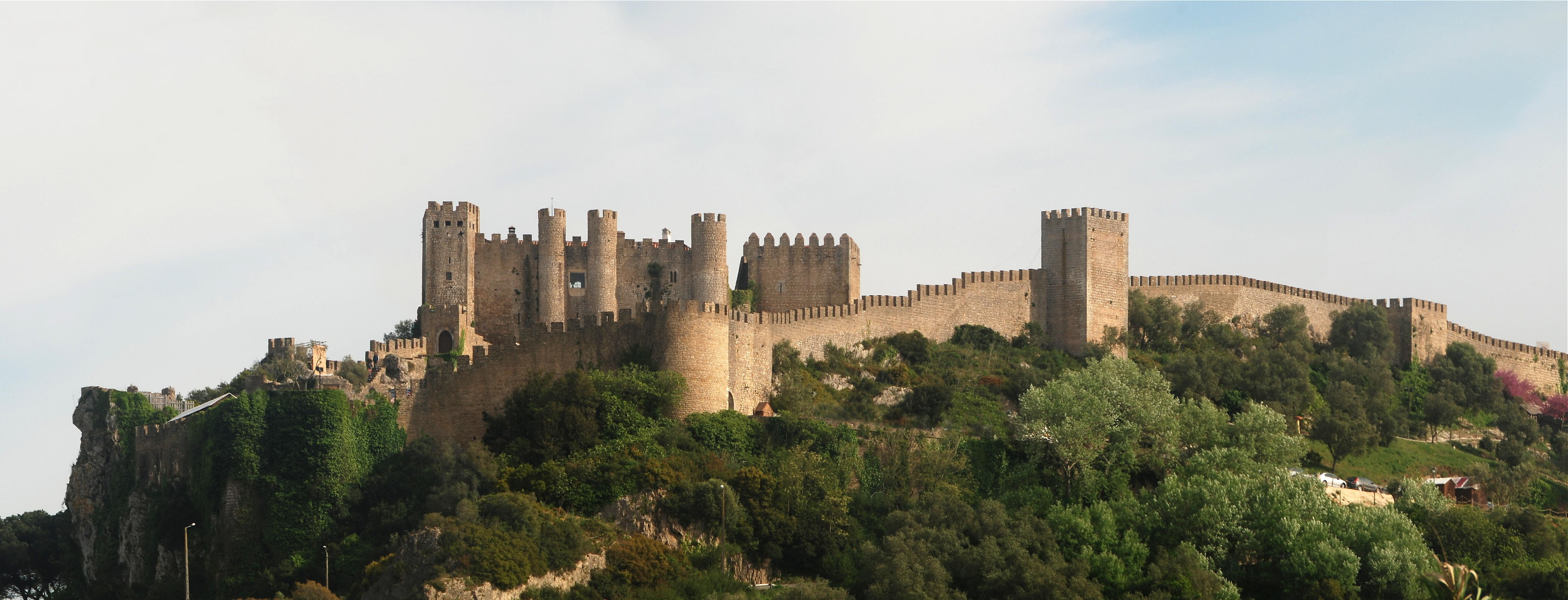
La muraille du château d'Óbidos

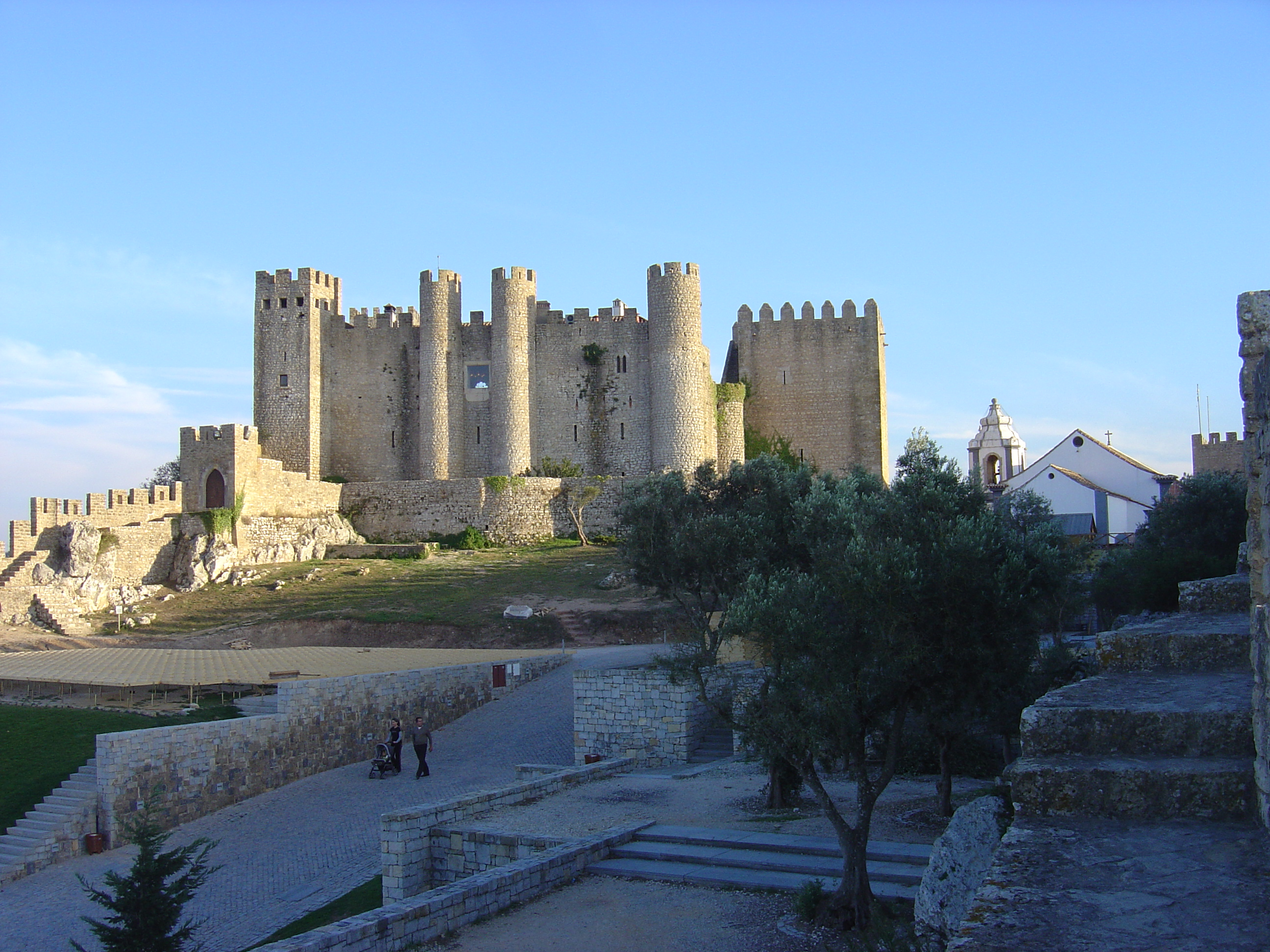
Le Château d'Obidos

## Jumelages
- Assilah (Maroc)